# Arroyo del Oro
Der Arroyo del Oro ist ein kleiner Flusslauf im Osten Uruguays.
Der etwa 45 km lange Fluss entspringt in der Cuchilla de Dionisio. Von dort fließt er durch das Departamento Treinta y Tres an der Ortschaft El Oro (Mendizábal) vorbei und mündet schließlich in den Arroyo Corrales del Parao. Er gehört zum Einzugsgebiet des Laguna-Merín-Beckens.